# Drew Powell
Drew Powell (ur. 19 stycznia 1976 w Noblesville) – amerykański aktor telewizyjny i filmowy.

## Życiorys
Kształcił się w szkole średniej Lebanon Senior High School, następnie ukończył studia na prywatnym DePauw University. W 1998 wyjechał do Los Angeles.
W 2000 zadebiutował w serialu Zwariowany świat Malcolma, po występie w jednym odcinku otrzymał angaż do kilkunastu następnych epizodów tej produkcji w roli kadeta Drew. W 2001 wcielił się w postać Hossa Cartwrighta, jednego z głównych bohaterów serialu Ponderosa. W kolejnych latach występował gościnnie w pojedynczych odcinkach licznych produkcji telewizyjnych, odnotowywał też niewielkie role filmowe. W 2014 został obsadzony jako Butch Gilzean w Gotham. W drugim sezonie tej produkcji dołączył do głównej obsady serialu.
Żonaty z Veronicą, którą poznał w Australii w trakcie zdjęć do Ponderosy.

## Filmografia

### Filmy
- 2004: Żołnierze kosmosu 2: Bohater federacji
- 2006: W cywilu
- 2007: 1408
- 2010: Camp Hope
- 2012: Touchback
- 2015: Reparation
- 2015: Sex, Death and Bowling[1]

### Seriale TV
- 2000: Zwariowany świat Malcolma
- 2001: Asy z klasy
- 2001: Ponderosa
- 2001: V.I.P.
- 2004: CSI: Kryminalne zagadki Las Vegas
- 2005: Odległy front
- 2006: Detektyw Monk
- 2007: Bez śladu
- 2007: Dowody zbrodni
- 2008: Dr House
- 2009: Uczciwy przekręt
- 2009: Świry
- 2011: American Horror Story
- 2011: Chirurdzy
- 2011: Gliniarz z Memphis
- 2011: Unforgettable: Zapisane w pamięci
- 2012: Dorastająca nadzieja
- 2012: Mentalista
- 2012: Przebudzenie
- 2012: Southland
- 2013: Ray Donovan
- 2014: Gotham[1]